# 土岐持益
土岐 持益（とき もちます、? - 寛永17年4月28日（1640年6月17日））は、高家旗本。旗本土岐頼元の長男。別名は益頼。通称は市正。官位は従五位下。
『寛政重修諸家譜』によれば、父頼元は斉藤姓を称したものの、持益が土岐姓に復したという。
江戸幕府の初代将軍徳川家康に仕え、大坂冬の陣・夏の陣に従軍する。また、3代将軍徳川家光の上洛に従い、従五位下に叙任された。寛永2年12月11日（1626年）、朱印状を交付された。それ以前に美濃国本巣郡などで500石を加増されており、1000石の知行を宛がわれていた。寛永10年（1633年）および寛永13年（1636年）の元日の江戸城における拝賀を見ると土岐持益・頼長父子は高家として扱われている。なお、同族の土岐頼勝・頼義父子や畠山義真、宮原晴克らも同様であり、当時、幕府は徳川将軍家と同じ清和源氏を称する旗本を中心に高家を編成していたようである。
寛永17年4月28日死去、享年不詳。
正妻は伯父の土岐頼次の娘。子は長男の土岐頼長、女子の伊東政勝室。